# Trichophorum distigmaticum
Trichophorum distigmaticum är en halvgräsart som först beskrevs av Georg Kükenthal, och fick sitt nu gällande namn av Tatiana Vladimirovna Egorova. Trichophorum distigmaticum ingår i släktet tuvsävssläktet, och familjen halvgräs. Inga underarter finns listade i Catalogue of Life.